# Frederick Scott
Frederick Scott (* 14. Juli 1942; † 31. Januar 2001) war ein britischer Produktdesigner.

## Leben und Werk
Scott gestaltete u. a. für den britischen Möbelhersteller Hille den Supporto Bürostuhl. Der Bürostuhl gilt als einer der wenigen Designklassiker aus Großbritannien sowie als einer der ersten ergonomisch gestalteten Bürostühle. Der Stuhl wurde 1976 gestaltet und ab 1979 produziert. Unter dem Namen Supporto wurden auch weitere Möbel wie Tische und Sitzbänke gestaltet und produziert. Die britische Zeitung The Independent bezeichnete den Supporto als besten Bürostuhl der Welt.

## Auszeichnungen
- "Auszeichnung für gute Formfindung" vom British Design Council